# Бекман, Брор
Брор Бекман (швед. Bror Beckman; 10 февраля 1866, Кристинехамн — 22 июля 1929, Юнгшиле) — шведский композитор и музыкальный педагог. Внук священника и политика Юхана Вилхелма Бекмана.
Родился в семье страхового инспектора. Окончив гимназию в Карлстаде (1884), до 1887 г. работал в музыкальных магазинах в Христиании и Стокгольме. У владельца стокгольмского магазина Юлиуса Багге начал учиться композиции, затем по его рекомендации в 1885—1890 гг. продолжил занятия под руководством Юхана Линдегрена.
В 1890—1902 гг. преподавал контрапункт в музыкальной школе Сигрид Карлхайм-Йюлленшёльд, в 1894—1896 гг. получил государственную стипендию для молодых композиторов. В 1904 г. избран членом Шведской королевской музыкальной академии. Тем не менее, вынужден был одновременно в 1888—1909 гг. работать в страховой компании. С 1910 г. и до конца жизни ректор Стокгольмской консерватории, с 1911 г. профессор. Провёл в консерватории ряд реформ, в том числе с использованием педагогических идей Жака-Далькроза, открыл класс дирижирования, усилил работу со студенческим оркестром. Одновременно с 1915 г. возглавлял музыкальный отдел Национального совета по образованию.
Композиторское наследие Бекмана невелико, хотя уже его первое сочинение, соната для скрипки и фортепиано Op. 1 (1891), привлекло к себе внимание специалистов. Ему принадлежат также симфония фа мажор (1895, премьера 1902), две симфонические поэмы, пьесы для фортепиано и для фисгармонии, песни. Произведения Бекмана выдержаны в позднеромантическом стиле.
Кавалер Ордена Вазы (1917).